# Личка презимена
|  |  |  |  |  |  |  |  |  |  |  |  |  |  |  |  |  |  |  |  |  |  |  |  |  |  |  |  |  |  |

## A
- Агбаба
- Адамовић
- Ајдуковић
- Алагић
- Алар
- Алексић
- Аливојводић
- Алић
- Андроић
- Анић
- Арамбашић
- Арежина
- Аџија
- Аџић

## Б
- Бабић
- Бајић
- Бајалица
- Бакрач
- Балаћ
- Бален
- Бан
- Бандић
- Банић
- Бањанин
- Бањац
- Бањеглав
- Бараћ
- Басара
- Басарић
- Басић
- Баста
- Батиница
- Батинић
- Баук
- Башић
- Безбрадица
- Беоковић
- Бергер
- Беслаћ
- Бешир
- Бешић
- Бига
- Бјеговић
- Бјелајац
- Бјелобаба
- Бјелобрк
- Блануша
- Блитва
- Бобић
- Богдан
- Богдановић
- Богић
- Богуновић
- Божанић
- Божић
- Бокан
- Болта
- Борић
- Борковић
- Боровац
- Борчић
- Босић
- Боснић
- Бошњак
- Бракус
- Брдар
- Брека
- Бркић
- Брчин
- Бркљач
- Брмбота
- Бубало
- Бубањ
- Бубуљ
- Будимлија
- Бунчић
- Бурсаћ
- Будак
- Будимир
- Будисављевић
- Бујић
- Буквић
- Буњевчевић
- Буцало

## В
- Валентић
- Валиџија
- Ванић
- Варат
- Варда
- Варићак
- Вејин
- Вејновић
- Векић
- Велић
- Вељача
- Веселиновић
- Вечерина
- Вигњевић
- Видак
- Видмар
- Витас
- Вјештица
- Владетић
- Владушић
- Влајисављевић
- Влајић
- Влајнић
- Влатковић
- Влаховић
- Влашић
- Водогаз
- Војводић
- Војновић
- Волић
- Вончина
- Вранеш
- Вранешић
- Вранић
- Врачар
- Врбан
- Врбанац
- Врбанчић
- Врбанус
- Врзић
- Вркић
- Вркљан
- Врховац
- Врцељ
- Вујановић
- Вујин
- Вуић
- Вуичић
- Вујчић
- Вукадиновић
- Вукас
- Вукачевић
- Вукелић
- Вукеља
- Вукманић
- Вукмановић
- Вукмировић
- Вукобрад
- Вукобратовић
- Вуковојац
- Вукодер
- Вуковић
- Вуксан
- Вукушић
- Вукша
- Вукшић
- Вуњак
- Вурдеља
- Вучетић
- Вучинић
- Вучковић

## Г
- Гавран
- Гавриловић
- Гајић
- Галовић
- Галетић
- Гаћеша
- Гвојић
- Гвока
- Гендић
- Главинић
- Гладовић
- Гледић
- Глеђа
- Глумац
- Глумичић
- Глушица
- Гобац
- Говоруша
- Гојић
- Гојтан
- Голун
- Горша
- Гостовић
- Граовац
- Граховац
- Грба
- Грбић
- Гргић
- Грисогоно
- Грковић
- Грмуша
- Грозданић
- Грчевић
- Грубић
- Грубишић
- Грубјешић
- Грубор
- Гужвица
- Гулан
- Гутеша
- Гријак

## Д
- Давидовић
- Даић
- Дамјановић
- Даниловић
- Даутовић
- Дејановић
- Декић
- Делић
- Дерикрава
- Десница
- Дешић
- Дивјак
- Диклић
- Димић
- Дмитрашиновић
- Доган
- Дозет
- Докмановић
- Домазет
- Допуђа
- Дошен
- Драганић
- Драгаш
- Драгић
- Драгичевић
- Драгишић
- Драговић
- Драгојевић
- Драгосавац
- Дражић
- Дракула
- Дракулић
- Дрезгић
- Дрљача
- Дробац
- Дроњак
- Дубајић
- Дуганџија
- Дупор

## Ђ
- Ђаковић
- Ђапа
- Ђекић
- Ђерић
- Ђилас
- Ђукић
- Ђумић
- Ђурић

## Е
- Егеља
- Егић
- Ергарац
- Ерега
- Еремић
- Ернаут
- Ернет
- Ерор
- Ешан

## Ж
- Жагар
- Жаја
- Жакула
- Жарак
- Жафран
- Жегарац
- Жежељ
- Жигић
- Жужић
- Жуљ
- Жунић
- Жупан
- Жутић

## З
- Завишић
- Завођа
- Загорац
- Заклан
- Заклановић
- Заставниковић
- Здунић
- Зељковић
- Зечевић
- Зјајвук
- Зјаца
- Зјачић
- Злојутро
- Зборил
- Зељув
- Зец
- Зобеница
- Зорица
- Зорић
- Зорое
- Зорос
- Зрнић
- Зубовић
- Зубчић

## И
- Иванић
- Иваниш
- Иванишевић
- Иванковић
- Иванчевић
- Ивезић
- Ивковић
- Илић
- Инђић
- Ићитовић

## Ј
- Јаблан
- Јавор
- Јаворина
- Јагар
- Јагњић
- Јазић
- Јајић
- Јакшић
- Јанчић
- Јањуш
- Јапунџић
- Јарић
- Јелача
- Јелић
- Јеличић
- Јеловац
- Јерковић
- Јованић
- Јоветић
- Јовић
- Јовановић
- Јованчевић
- Јокић
- Јањатовић
- Југовић
- Јурасовић

## К
- Калањ
- Калац
- Калембер
- Калинић
- Калуђер
- Каменко
- Кангрга
- Кантар
- Каран
- Карић
- Карлеуша
- Карлић
- Кењало
- Кекић
- Кентрић
- Клашња
- Клеут
- Клиска
- Керкез
- Кесић
- Кецман
- Кеча
- Клепац
- Кљајић
- Кмезић
- Кнежевић
- Кнол
- Ковач
- Ковачевић
- Кокот
- Кокотовић
- Колунџија
- Колунџић
- Комадина
- Кончар
- Коњевић
- Кораћ
- Корда
- Кордић
- Корен
- Корица
- Коруга
- Косановић
- Косић
- Косовац
- Кошутић
- Кравић
- Крагуљац
- Краиновић
- Крајновић
- Краљић
- Крга
- Кресовић
- Кривокућа
- Кривошија
- Крпан
- Кричковић
- Крмпотић
- Крнета
- Крњајић
- Крпан
- Кртинић
- Куга
- Кудуз
- Кудузовић
- Кукић
- Кулић
- Купрешанин
- Кусуља

## Л
- Лабус
- Лаврнић
- Лаврња
- Ладишић
- Лазић
- Лалић
- Ласковић
- Левнаић
- Лека
- Лекић
- Лемајић
- Лемић
- Лисица
- Личина
- Лолић
- Ломигора
- Лончар
- Лужаић
- Луић
- Лукић
- Лучић

## Љ
- Љевнаић
- Љесковац
- Љиљак
- Љубобратовић
- Љубојевић
- Љубовић
- Љуботина
- Љутица
- Љуштина

## М
- Мажар
- Мажибрада
- Мажуран
- Мајетић
- Мајсторовић
- Малбаша
- Малиновић
- Малчић
- Маљковић
- Мамузић
- Мандарић
- Мандић
- Мандушић
- Манце
- Манојловић
- Маодуш
- Маравић
- Марас
- Маргаретић
- Марељ
- Маријан
- Маринковић
- Марјановић
- Маринац
- Маричић
- Марковиновић
- Марковић
- Мартиновић
- Марунић
- Марчетић
- Масникоса
- Матијевић
- Матић
- Машић
- Медаковић
- Медарић
- Медић
- Месић
- Мештровић
- Мијаљевић
- Милановић
- Микић
- Микулић
- Миланковић
- Милекић
- Милетић
- Милеуснић
- Милијаш
- Милијашевић
- Милинковић
- Милић
- Милинчевић
- Милинчић
- Милисављевић
- Милобара
- Миловановић
- Милојевић
- Милокноја
- Милошевић
- Миљановић
- Миљуш
- Миљковић
- Миковић
- Мирић
- Мирковић
- Мирчета
- Михић
- Мишковић
- Мишкулин
- Мишчевић
- Млинарић
- Модрић
- Момчиловић
- Мрдаљ
- Мрђа
- Мрђеновић
- Мркаило
- Мркић
- Мркшић
- Мркобрада
- Мршић
- Мудринић
- Мунижаба
- Муњас
- Мухар

## Н
- Навала
- Накарада
- Напрта
- Наранчић
- Невајда
- Невајдић
- Ненадић
- Нећак
- Николић
- Никовић
- Никшић
- Новак
- Новаковић
- Новачић
- Новковић

## Њ
- Његомир
- Његован

## О
- Обрадовић
- Обрић
- Обућина
- Овука
- Огњеновић
- Огризовић
- Одановић
- Одорчић
- Ожеговић
- Ојуровић
- Оклопџија
- Олбина
- Омчикус
- Опала
- Опалић
- Опачић
- Опсеница
- Орељ
- Орешковић
- Орлић
- Орловић
- Осмокровић
- Остоић
- Острман
- Оштрић

## П
- Павелић
- Павичић
- Павковић
- Павлак
- Павлица
- Павличић
- Павловић
- Пађен
- Пајић
- Пантелић
- Пантић
- Панџић
- Пањак
- Пањковић
- Париповић
- Паскаш
- Пастуовић
- Паун
- Пезељ
- Пејиновић
- Пејић
- Перић
- Перишић
- Перковић
- Перлић
- Пернар
- Перша
- Першић
- Петковић
- Петрак
- Петрановић
- Петрић
- Петричић
- Петрлић
- Петровић
- Пећанац
- Пешун
- Пешут
- Пилиповић
- Пиља
- Пинтар
- Пиплица
- Пишчевић
- Пјевац
- Пјевач
- Плавац
- Платиша
- Плећаш
- Плеша
- Поднар
- Подунавац
- Познић
- Покрајац
- Познановић
- Половина
- Поповић
- Поткоњак
- Поточњак
- Потребић
- Почуча
- Пражић
- Премуж
- Прерад
- Прерадовић
- Прибанић
- Прибић
- Пријић
- Прица
- Прлина
- Продановић
- Протулипац
- Прпић
- Прша
- Пуалић
- Пуача
- Пухало
- Пухар
- Пухача
- Пуцар
- Пупавац
- Пуповац

## Р
- Радаковић
- Радека
- Радић
- Радмановић
- Радованац
- Радовић
- Радочај
- Радошевић
- Радуловић
- Радусин
- Рађеновић
- Рајак
- Рајачић
- Рајковић
- Рајчевић
- Рајшић
- Ракић
- Рапајић
- Растовац
- Растовић
- Ратковић
- Рашета
- Рашуо
- Рељић
- Рендулић
- Репац
- Рибар
- Рибарић
- Ристовић
- Родић
- Ромић
- Росандић
- Руделић
- Ружић
- Рукавина
- Рупчић
- Рутаљ

## С
- Саватовић
- Савић
- Самац
- Самарџија
- Самолов
- Санадер
- Сарач
- Саџак
- Свилар
- Седлар
- Сердар
- Секиз
- Секула
- Секулић
- Селаковић
- Сердар
- Сеферагић
- Симеон
- Скакавац
- Скендер
- Скенџић
- Скокнић
- Скоруп
- Славујевић
- Сладић
- Смиљанић
- Смрзић
- Совиљ
- Срдић
- Стакић
- Станић
- Станисављевић
- Станишић
- Станковић
- Старчевић
- Стевић
- Стиеља
- Стилиновић
- Стојановић
- Стојевић
- Стојисављевић
- Стојић
- Стојковић
- Стокућа
- Страњина
- Струнић
- Студен
- Судар
- Сужњевић
- Сукнаић
- Сунајко
- Сурла
- Суџуковић
- Суша

## Т
- Тадић
- Танкосић
- Тарбук
- Таушан
- Терзић
- Тесла
- Теслић
- Тепавац
- Тиљак
- Тинтор
- Тишма
- Тодорић
- Тојага
- Тојагић
- Тољан
- Томас
- Томаш
- Томашевић
- Томинац
- Томић
- Томичић
- Томљановић
- Томљеновић
- Тонковић
- Торбица
- Травица
- Траживук
- Трбовић
- Трбојевић
- Трбулин
- Тресиглавић
- Трешњић
- Тркуља
- Трнинић
- Трошељ
- Трпчић
- Тртањ
- Тртица

## Ћ
- Ћалић
- Ћелић
- Ћеранић
- Ћопић
- Ћосић
- Ћубелић
- Ћуић
- Ћук
- Ћулајевић
- Ћулибрк
- Ћупурдија
- Ћурувија
- Ћурчија
- Ћутић
- Ћурчић
- Ћусић

## У
- Угарак
- Угарковић
- Угарчина
- Угрица
- Узелац
- Умиљендић
- Уремовић
- Утвић
- Уштипак

## Ф
- Фан
- Фундук
- Фурлан

## Х
- Хајдук
- Хелман
- Хељман
- Хинић
- Хобар
- Ходак
- Холуб
- Хркаловић
- Хрњак

## Ц
- Цвјетићанин
- Цвијановић
- Цвјетан
- Цвјетковић
- Цетина
- Цигановић
- Циук
- Црнобрња
- Црнокрак

## Ч
- Чабаркапа
- Чаврић
- Чајић
- Чанак
- Чанковић
- Чикара
- Чича
- Човић
- Чорак
- Чортан
- Чубра
- Чубрило
- Чудић
- Чутурило
- Чучак

## Џ
- Џакула
- Џодан
- Џомба

## Ш
- Шабан
- Шабић
- Шајновић
- Шакић
- Шарац
- Шаринић
- Шарић
- Шашић
- Шеваљ
- Шевер
- Шево
- Шеган
- Шегота
- Шепа
- Шербеџија
- Шерић
- Шијан
- Шикић
- Шилић
- Шимунић
- Шимуновић
- Шкарић
- Шкорић
- Шкоруп
- Шкрбић
- Шкрга
- Шкундрић
- Шобат
- Шолаја
- Шоп
- Шорак
- Шпаљ
- Шпољарић
- Шпорчић
- Шпрајц
- Штавлић
- Штајдохар
- Штакић
- Штампар
- Штета
- Штетић
- Штефа
- Штефанић
- Штиковац
- Штимац
- Штокић
- Штрбац
- Штула
- Штулић
- Шујица
- Шулентић
- Шупер
- Шупут
- Шутија
- Шушњар
- Шушњић